# Chiesa di Santa Maria Maggiore (Bologna)
La chiesa di Santa Maria Maggiore è un edificio di culto cattolico situato in via Galliera, nel centro di Bologna. La chiesa è sede dell'omonima parrocchia del vicariato di Bologna, centro dell'arcidiocesi di Bologna.

## Storia
Citata da una bolla papale del 1073 che la dichiara già esistente nella prima metà del VI secolo, era situata all'interno di un convento di monache benedettine ed orientata con l'abside rivolta verso est. Fu interamente rifatta verso la fine del XI secolo. Nel 1464 fu oggetto di nuovi ampliamenti che comportarono il prolungamento delle navate verso via Galliera e la realizzazione della nuova abside. In occasioni successive furono costruite nuove cappelle e, nella metà del XVI secolo, fu costruita la cappella maggiore.
Nel 1665 la chiesa fu sottoposta ad una serie di importanti lavori, diretti dall'architetto Paolo Canali, che le conferirono l'aspetto attuale. L'orientamento di Santa Maria Maggiore fu infatti invertito: l'abside tardo-cinquecentesca venne demolita e al suo posto fu eretta la nuova facciata porticata che andava così ad aprirsi su via Galliera. Al posto della vecchia facciata fu invece costruito il presbiterio, il soffitto a cassettoni quattrocentesco fu rimpiazzato da una serie di volte a botte nel contesto di un generale rifacimento degli interni secondo il gusto barocco dell'epoca. 
Nel 1712 la cappella del SS. Sacramento fu rifatta dall'architetto Carlo Francesco Dotti. Sempre su progetto di quest'ultimo architetto tra il 1748 ed il 1750 fu ampliata la cappella maggiore, abbellita dall'altare realizzato probabilmente da Alfonso Torreggiani.
Sconsacrata in epoca napoleonica, fu nuovamente elevata a parrocchia nel 1876. La parte superiore del prospetto, compreso il frontone triangolare, è stata infine realizzata nel 1955. Danneggiata dal sisma del 2012, è stata sottoposta ad un importante restauro e riaperta al culto nel novembre 2019.

## Descrizione

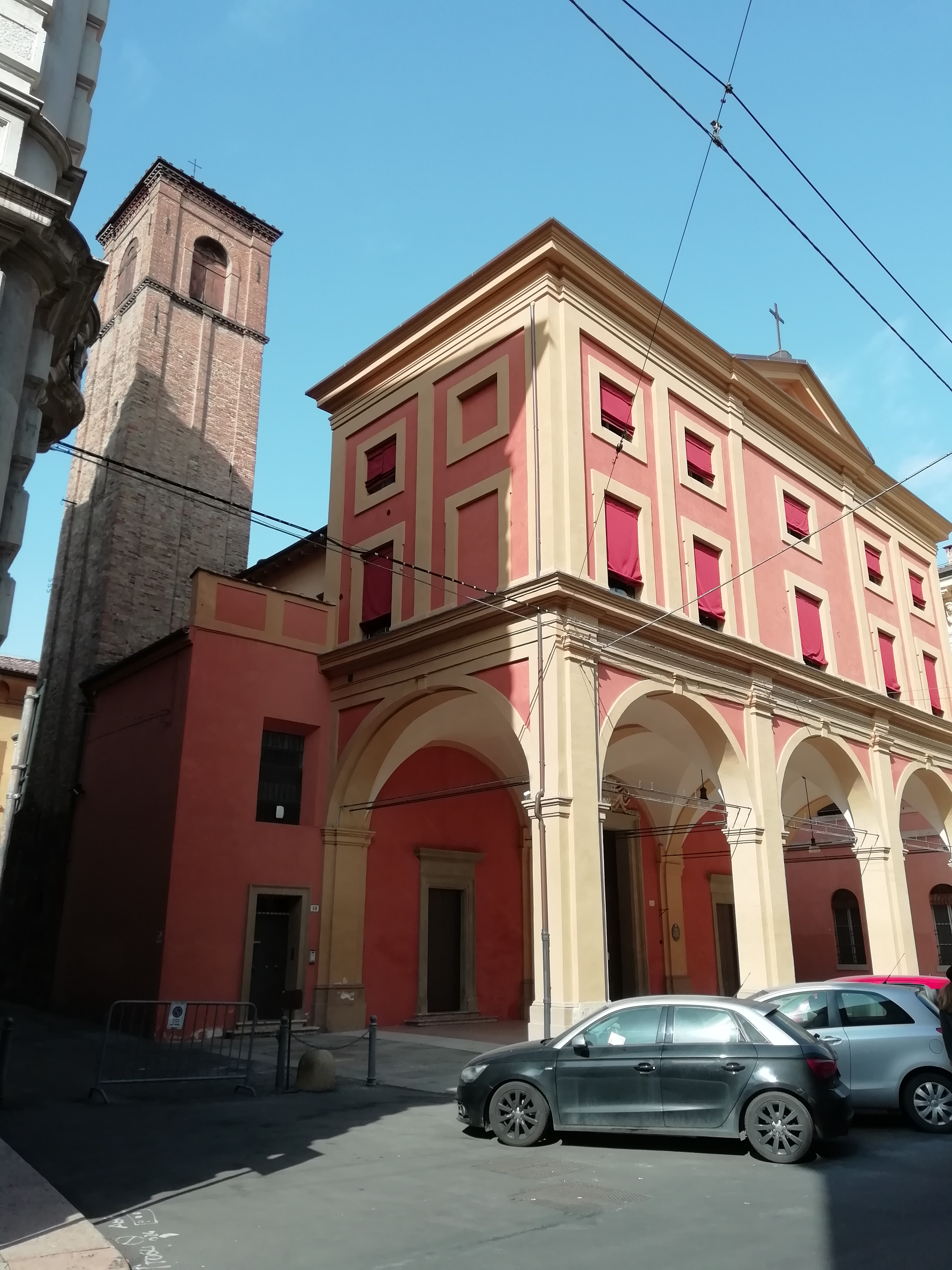
L'esterno della chiesa

La facciata presenta con un profondo portico a tre arcate su pilastri con lesene addossate. Al di sopra di una trabeazione con cornicione aggettante che divide orizzontalmente la facciata si aprono due ordini di finestre; un frontone triangolare corona la porzione centrale del prospetto.
Il campanile e il fianco della chiesa, in laterizio a vista con cornicione modanato e decorato da archetti pensili, prospettano sulla adiacente via Santa Maria Maggiore.
L'interno, ornato con paraste ioniche e trabeazione superiore, presenta una pianta di tipo basilicale a tre navate separate da pilastri con colonne addossate e coperte da volte a crociera. Il presbiterio è affiancato da due cappelle.
Al suo interno sono ospitate una Madonna con Bambino e i Santi Giacomo minore e Antonio abate di Orazio Samacchini, una Circoncisione del Nosadella completata da Prospero Fontana e una Madonna adorante il Bambino tra i Santi Liberata e Onofrio di scuola bolognese quattrocentesca.
Nell'interno si conservano anche dipinti di Prospero Fontana, Alessandro Tiarini, Vincenzo Spisanelli, Mauro Gandolfi, Pietro Fancelli, Jacopo Alessandro Calvi e Alessandro Guardassoni; la cappella del Santo Sacramento è decorata a stucco da Angelo Gabriello Piò.